# Frédéric Pic
Frédéric Pic, né le 9 juin 1879 à Donzy et mort le 19 juin 1961 à Vanves, est un homme politique français, maire de Vanves durant plus de vingt ans et député de la Seine.

## Biographie
Membre du Parti républicain, radical et radical-socialiste (radicaux de gauche), Frédéric Pic a été maire de Vanves de 1919 à 1940 et député de la Seine sous la Troisième République de 1928 à 1936.
Il a été président du Syndicat intercommunal funéraire de la région parisienne d'octobre 1939 à juin 1940.
Le principal parc municipal de Vanves porte son nom depuis 1962,.

## Décoration
- Médaille d'honneur départementale et communale, échelon vermeil, au titre d'« ancien maire, adjoint au maire de Vanves » (1955)[4]